# Lijst van burgemeesters van Sommelsdijk
Dit is een lijst van burgemeesters van de voormalige Nederlandse gemeente Sommelsdijk (provincie Zuid-Holland) vanaf 1859.
De gemeente Sommelsdijk is in 1966 met de gemeenten Stad aan 't Haringvliet, Nieuwe Tonge en Middelharnis samengevoegd tot de nieuwe gemeente Middelharnis en is per 1 januari 2013 opgegaan in de gemeente Goeree-Overflakkee.
| Ambtsperiode | Naam burgemeester                    | Partij of stroming | Bijzonderheden |
| ------------ | ------------------------------------ | ------------------ | --- |
| 18?? - 18??  | ??                                   |                    | |
| 18?? - 1852  | Jacob (J.) de Graaf (Graaff)         |                    | |
| 1852 - 1859  | J.E. van den Broek                   |                    | |
| 1859 - 1863  | Herman Carel van Calcar              |                    | Aansluitend burgemeester van Wassenaar |
| 1863 - 1870  | Mr. Johannes Nolthenius van Elsbroek |                    | Eerder burgemeester van Zoetermeer, later van Strijen |
| 1870 - 1876  | C.F.H. Engelen                       |                    | Eerder burgemeesters van Strijen |
| 1876 - 1881  | Pleunis van Duijvendijk              |                    | Eerder burgemeester van Zwartewaal, later van Stompwijk en van Veur |
| 1881 - 1883  | Samuel Hendrik Binkes                |                    | Later burgemeester van Meerkerk, van Nieuwland en van Leerbroek |
| 1883 - 1910  | Arend Jacob de Graaff                |                    | Tevens burgemeester van Nieuwe Tonge |
| 1910 - 1921  | Johannes Bouman                      |                    | Eerder gemeentesecretaris van Oud-Beijerland. Tevens burgemeester van Nieuwe Tonge tot 1918, en van Middelharnis, 1918-1921                                                   |
| 1921 - 1945  | Laurens Johannes den Hollander       | ARP                | Voorafgaand burgemeester van Axel. Tevens burgemeester van Middelharnis |
| 1946 - 1955  | Dirk Rijnders                        | CHU                | Eerder burgemeester van Oude Tonge. Direct voorafgaand burgemeester van Woubrugge, in dezelfde periode tevens burgemeester van Middelharnis en aansluitend van Nieuwer-Amstel |
| 1955 - 1965  | Pieter Willem Hordijk                | ARP                | Eerder burgemeester van Ooltgensplaat, tevens burgemeester van Middelharnis tot 1968, daarna burgemeester van Naaldwijk                                                       |